# 745 Mauritia
A 745 Mauritia (ideiglenes jelöléssel 1913 QX) egy kisbolygó a Naprendszerben. Franz Kaiser fedezte fel 1913. március 1-én.